# شیطان زیر آفتاب (فیلم ۱۹۸۲)
شیطان زیر آفتاب (انگلیسی: Evil Under the Sun) فیلمی در ژانر جنایی به کارگردانی گای همیلتون است که در سال ۱۹۸۲ منتشر شد.

## بازیگران
- پیتر اوستینوف
- جیمز میسون
- مگی اسمیت
- جین برکین
- کالین بلکلی
- سیلویا مایلز
- رادی مک‌داول
- دایانا ریگ
- باربارا هیکس
- دنیس کیلی